# 紀元前385年
紀元前385年（きげんぜん385ねん）は、ローマ暦の年である。
当時は、「カピトリヌス、コルネリウス、カピトリヌス、パピリウス、カピトリヌス、フィデナスが執政武官に就任した年」として知られていた（もしくは、それほど使われてはいないが、ローマ建国紀元369年）。紀年法として西暦（キリスト紀元）がヨーロッパで広く普及した中世時代初期以降、この年は紀元前385年と表記されるのが一般的となった。

## 他の紀年法
- 干支 : 丙申
- 日本
  - 皇紀276年
  - 孝安天皇8年
- 中国
  - 周 - 安王17年
  - 秦 - 出公2年
  - 晋 - 孝公4年
  - 楚 - 悼王17年
  - 斉 - 康公20年
  - 田斉 - 太公2年
  - 燕 - 簡公30年
  - 趙 - 敬侯2年
  - 魏 - 武侯11年
  - 韓 - 文侯2年
- 朝鮮
  - 檀紀1949年
- ベトナム :
- 仏滅紀元 : 160年
- ユダヤ暦 :

## できごと

### ギリシア
- フェライのイアソン (Jason of Pherae) が、テッサリアの僭主となった。
- シュラクサイのディオニュシオス1世が、エピロス王アルケタス1世の復位を画策した。
- バルデュリス (Bardyllis) が、イリュリアとダルダニ人 (Dardani) の王となり、ダルダニア王国バルデュリス朝を開いた。

### 中国
- 秦で庶長が献公を河西から迎えて擁立し、出公とその母を殺して深淵に沈めた。
- 斉が魯を攻撃した。
- 韓が鄭を攻撃して陽城を奪い、宋を攻撃して悼公を捕らえた。宋の国人は子の休公を立てた。
- 斉の太公が死去し、子の田剡が即位した。

### 教育
- プラトンが、数学、天文学、その他の科学を、哲学とともに教えるアカデメイアを開いた。アカデメイアは、アッティケーの英雄アカデモス (Akademos) に捧げられたものであった。その経費はすべて篤志家が負担しており、生徒は学費などを何も支払わなかった。

### 天文学
- デモクリトスが、天の川は多数の星からできていると述べた[1]。